# Atypus sternosulcus
Espèce
Atypus sternosulcus est une espèce d'araignées mygalomorphes de la famille des Atypidae.

## Distribution
Cette espèce est endémique de Corée du Sud.

## Publication originale
- Kim, Kim, Jung, Lee & Namkung, 2006 : Two new purse-web spiders of the genus Atypus (Araneae, Atypidae) from Korea. Journal of Arachnology, vol. 34, p. 170-175.